# Jan Kołder
Jan Kołder (ur. 1843 w Mnisztwie, zm. 17 czerwca 1898) – polski nauczyciel i działacz społeczny, zastępca burmistrza Ustronia.
Absolwent dwurocznej preparandy dla nauczycieli w Cieszynie, nauczyciel w Olbrachcicach, od 1866 roku w prywatnej szkole ewangelickiej w Ustroniu, a od 1875 roku w tamtejszej szkole publicznej nr 1. Działacz samorządowy. Organista w miejscowym kościele ewangelickim.